# Poloostrov Coromandel
Poloostrov Coromandel (maorsky Te Tara-O-Te-Ika-A-Māui) je poloostrov na Severním ostrově v Tichém oceánu na Novém Zélandu v regionu Waikato. Poloostrov je hornatý a zarostlý pralesy vlhkého subtropického podnebí. Je oblíbenou turistickou destinací.

## Další informace
Poloostrov Coromandel je známý především původními kauri pralesy, písečnými plážemi s termálními prameny, divokými horami a ikonickou jeskyní Cathedral Cove. Poloostrov začíná na pobřeží zátoky Bay of Plenty a táhne se cca 85 km na severo-severozápad. Největší šířka poloostrova je 40 km. Západní pobřeží poloostrova tvoří zátoka Hauraki Gulf. Od ostrova Great Barrier Island jej dělí Colvillský průliv.

## Galerie

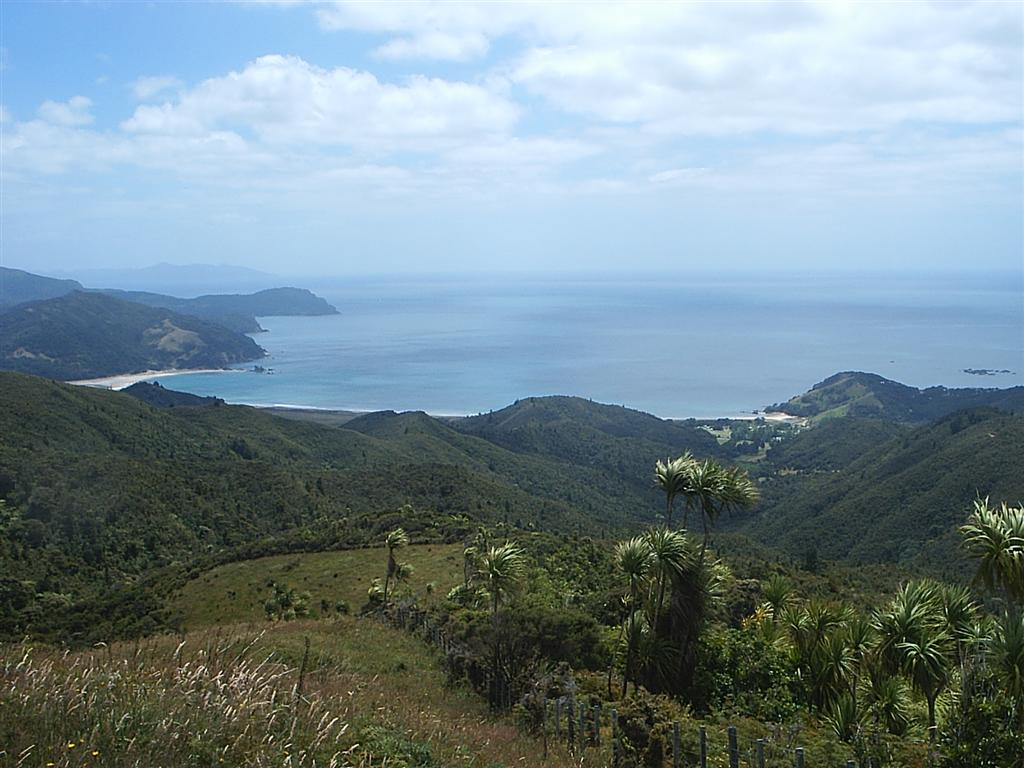
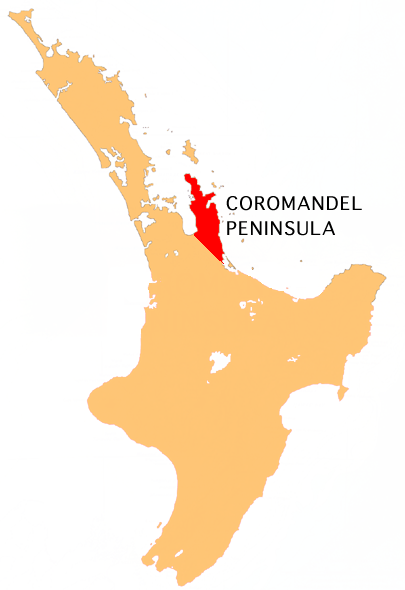